# Klaus Nielsen
Klaus Nielsen (Køge, 8 de janeiro de 1980) é um ciclista profissional dinamarquês.
Nielsen que é especialista em provas de mountain bike, alinha profissionalmente desde o ano de 2006 para Team ALB-Gold Mountain Bike, da Alemanha.
Participou nos Jogos Olímpicos de Pequim 2008 e terminou em trigésimo primeiro na prova de cross-country. Ele se tornou campeão dinamarquês no cross-country.